# Old Man’s Child
Old Man’s Child – norweska grupa blackmetalowa, założona w 1993 roku. Zespołowi przewodzi wokalista i multiinstrumentalista Thomas Rune „Galder” Andersen Orre, który pozostaje jednym członkiem oryginalnego składu. Do 2009 roku ukazało się siedem albumów studyjnych Old Man’s Child, cieszących się, prawdopodobnie największą popularnością w Norwegii i Finlandii. Po wydaniu w 2009 roku ostatniego albumu formacji pt. Slaves of the World, a także wypełnieniu kontraktu wydawniczego z firmą Century Media Records jej status pozostaje nieznany.

## Historia
Grupa powstała w 1993 roku w Oslo z inicjatywy gitarzysty i wokalisty Thomas Rune „Galder” Andersen Orre (wówczas pod pseudonimem Grusom), gitarzysty Jona Øyvinda „Jardara” Andersena oraz perkusisty Iana Kennetha „Tjodalva” Åkessona, poprzednio muzyków deathmetalowej formacji pod nazwą Requiem. Rok później skład uzupełnił basista Ivar Tristan Lundsten. W tym składzie muzycy zarejestrowali debiutancki materiał zatytułowany In the Shades of Life, który ukazał się w 1994 roku nakładem oficyny Hot Records, należącej do Stiana „Shagratha” Thoresena, członka grupy Dimmu Borgir. W 1995 roku Lundstena zastąpił Frode „Gonde” Forsmo, ponadto do zespołu został przyjęty wokalista Bjørn „Aldrahn” Dencker. Pod koniec roku, jako kwintet grupa zarejestrował debiutancki album studyjny zatytułowany Born of the Flickering. Nagrania trafiły do sprzedaży w 1996 roku ponownie nakładem Hot Records. Jeszcze przed premierą z zespołu odeszli Dencker i Åkesson, którego zastąpił Tony Kirkemo.
Latem 1997 roku, jako kwartet muzycy zarejestrowali drugi album studyjny pt. The Pagan Prosperity. Wydawnictwo ukazało się w październiku tego samego roku nakładem wytwórni muzycznej Century Media Records. Materiał był promowany podczas koncertów w Europie u boku Rotting Christ. Wkrótce potem z zespołu odeszli Forsmo, Kirkemo i Andersen. Thomas Rune „Galder” Andersen Orre zdecydował się kontynuować działalność samodzielnie. Następny album Old Man’s Child pt. Ill-natured Spiritual Invasion muzyk zarejestrował w większości samodzielnie. Orre do prac zaangażował jedynie, amerykańskiego perkusistę Gene’a Hoglana, znanego m.in. z występów w zespole Death. Wydawnictwo trafiło do sprzedaży w czerwcu 1998 roku. W ramach promocji zespół odbył europejską trasę koncertową, poprzedzając występy Gorgoroth, a także wystąpił podczas festiwalu Wacken Open Air. Rok później do składu powrócili Jon Øyvind „Jardar” Andersen i Ian Kenneth „Tjodalv” Åkesson, który dzielił obowiązki z nowym muzykiem w szeregach Old Man’s Child – Janem Rogerem „Grimarem” Halvorsenem. Ponadto funkcję basisty objął Håkon „Memnoch” Didriksen.
W odnowionym składzie, kwintet nagrał czwarty album studyjny pt. Revelation 666. The Curse of Damnation. Materiał powstał we współpracy ze szwedzkim producentem muzycznym Peterem Tägtgrenem w należącym do niego Abyss Studio. Wydawnictwo trafiło do sprzedaży w marcu 2000 roku. Następnie z grupy odszedł Halvorsen oraz rok później Åkesson. Piąty, wydany w 2003 roku album studyjny Old Man’s Child – In Defiance of Existence został zarejestrowany jako duet. Jon Øyvind „Jardar” Andersen i Thomas Rune „Galder” Andersen Orre na potrzeby sesji zatrudnili brytyjskiego perkusistę Nicholasa Barkera, wówczas członka zespołu Dimmu Borgir. Także w 2003 roku produkcja uzyskała nominację do nagrody norweskiego przemysłu fonograficznego Spellemannprisen w kategorii Metal. Ponadto, produkcja trafiła na norweską listę przebojów VG-Lista, gdzie uplasowała się na 34. miejscu. Także tego samego roku Jon Øyvind „Jardar” Andersen ponownie odszedł z zespołu.
Szósty album studyjny Old Man’s Child zatytułowany Vermin ukazał się 18 października 2005 roku. Thomas Rune „Galder” Andersen Orre nagrał album wraz z duńskim perkusistą Reno Kiilerichem, byłym członkiem grupy Exmortem. Ponadto gościnnie na płycie wystąpił amerykański gitarzysta Eric Peterson, muzyk związany z grupą Testament – który zagrał solo gitarowe w utworze „In Torment’s Orbit”. W latach późniejszych działalność Old Man’s Child wyraźnie utraciła na intensywności ze względu na zobowiązania Orre w zespole Dimmu Borgir. 19 maja 2009 roku ukazał się siódmy album studyjny Old Man’s Child pt. Slaves of the World. Lider formacji do prac nad płytą zaangażował szwedzkiego perkusistę Petera Wildoera, znanego m.in. z występów w zespole Darkane. Płyta dotarła do 38. miejsca listy Billboard Heatseekers Albums, w Stanach Zjednoczonych sprzedając się w nakładzie 1,1 tys. egzemplarzy w przeciągu tygodnia od dnia premiery.

## Muzycy
| Ostatni skład zespołu - Thomas Rune „Galder” Andersen Orre – wokal prowadzący, gitara, gitara basowa, instrumenty klawiszowe (1993–2009) Byli członkowie zespołu - Ian Kenneth „Tjodalv” Åkesson – perkusja (1993–1995, 1999–2001) - Jon Øyvind „Jardar” Andersen – gitara (1993-1997, 1999–2003) - Ivar Tristan Lundsten – gitara basowa (1994–1995) - Frode „Gonde” Forsmo – gitara basowa, wokal wspierający (1995–1997) - Bjørn „Aldrahn” Dencker – wokal prowadzący (1995) - Tony Kirkemo – perkusja (1996–1997) - Håkon „Memnoch” Didriksen – gitara basowa (1999–2001) - Jan Roger „Grimar” Halvorsen – perkusja (1999–2000) |  | Muzycy koncertowi i sesyjni - Thomas „Sarke” Berglie – perkusja (1997) - Gene Hoglan – perkusja (1998–1999) - Punisher – gitara, gitara basowa (1998) - Christer „Vidvandre” Pedersen – instrumenty klawiszowe (2000) - Nicholas Barker – perkusja (2002) - Reno Kiilerich – perkusja (2005) - Peter Wildoer – perkusja (2008) |

## Dyskografia
Albumy
| Born of the Flickering                  | - Data: 1996 - Wydawca: Hot Records                           | –  | –  |                  |
| The Pagan Prosperity                    | - Data: 7 października 1997 - Wydawca: Century Media Records  | –  | 39 |                  |
| Ill-natured Spiritual Invasion          | - Data: 23 czerwca 1998 - Wydawca: Century Media Records      | –  | –  |                  |
| Revelation 666. The Curse of Damnation  | - Data: 21 marca 2000 - Wydawca: Century Media Records        | –  | –  |                  |
| In Defiance of Existence                | - Data: 25 marca 2003 - Wydawca: Century Media Records        | 34 | –  |                  |
| Vermin                                  | - Data: 18 października 2005 - Wydawca: Century Media Records | –  | –  | - USA: 1,3 tys.+ |
| Slaves of the World                     | - Data: 19 maja 2009 - Wydawca: Century Media Records         | –  | –  | - USA: 1,1 tys.+ |
| „–” oznacza, że album nie był notowany. |                                                               |    |    |                  |

Inne
| Tytuł                                                      | Dane dot. albumu                                        |
| ---------------------------------------------------------- | ------------------------------------------------------- |
| In The Shades of Life (demo)                               | - Data: 7 kwietnia 1994 - Wydawca: Hot Records          |
| Sons of Satan Gather for the Attack (split z Dimmu Borgir) | - Data: 7 grudnia 1999 - Wydawca: Hammerheart Records   |
| The Historical Plague (BOX)                                | - Data: 8 grudnia 2003 - Wydawca: Century Media Records |

## Nagrody i wyróżnienia
| Rok  | Kategoria | Tytułem                  | Nagroda          | Nota      | Źródło |
| ---- | --------- | ------------------------ | ---------------- | --------- | ------ |
| 2003 | Metal     | In Defiance of Existence | Spellemannprisen | Nominacja | [ 11 ] |